# Violinista (personaggio)
Il Violinista (Fiddler), il cui vero nome è Isaac Bowin, è un personaggio immaginario, un super criminale della DC Comics ed un nemico ricorrente del primo Flash, Jay Garrick. Comparve per la prima volta in All Flash Comics n. 32 (dicembre 1947-gennaio 1948).

## Biografia del personaggio
La storia del Violinista fu cambiata chissà come nella Crisi sulle Terre infinite.

### Pre-Crisi
Il Violinista si fece conoscere come un ladro che fu arrestato in India e quindi mandato in prigione. Mentre vi si trovava, incontrò un fachiro che stava ipnotizzando un serpente nella sua cella, e che gli insegnò la "mistica arte" della musica indiana. Per i cinque anni successivi, il Violinista imparò i segreti del fachiro e si fabbricò un violino di rozza fattura dagli scarti che riuscì a trovare nella sua cella. Sviluppò l'abilità di utilizzare il suo violino per suonare delle melodie che avrebbero ipnotizzato gli altri, o distrutto oggetti, o creato delle barriere. Dopo che il fachiro gli dichiarò che lo studente aveva superato il maestro, il Violinista utilizzò il suo strumento per ipnotizzare le guardie, far loro aprire l'entrata della cella e fare evadere entrambi. Dopo di ciò, uccise il fachiro e il mercante che lo aveva fatto arrestare.
Tornato in America, il Violinista, come si fece chiamare, fece la sua prima fermata a Keystone City. Mentre il Violinista tentò di umiliare Flash, la prima volta che si incontrarono, l'eroe riuscì a sventare il suo piano, che comprendeva il rimpiazzo del Maestro Bowin, un virtuoso del violino, che era in realtà il fratello gemello del Violinista. La somiglianza fisica tra i due fratelli (che furono separati alla nascita) portò a credere che fosse Bowin il colpevole dei crimini commessi invece dal Violinista.
Da lì in poi, tornò per infastidire Flash ancora ed ancora. Fu un membro della Lega dell'ingiustizia originale.
Successivamente, il Violinista fu parte di un trio di criminali che causarono il pensionamento di Flash. Il Violinista, al fianco di Ombra e del Pensatore furono fermati da una delle prime alleanze tra gli eroi di Terra 2 e Terra 1 nel classico "Flash dei due mondi" tratto da Flash vol. 1 n. 123 (settembre 1961). Barry Allen, il Flash di Terra 1, visitò accidentalmente Terra 2 e andò in cerca del suo eroe di fumetti preferito, il Flash originale. Insieme, i due Flash riuscirono a fermare i criminali. Questo numero portò a molte altre alleanze tra gli eroi e i criminali di Terra 1 e Terra 2.
Il Violinista utilizzava un violino per ipnotizzare coloro che gli stavano intorno. Viaggiava sempre sulla sua Macchina-Violino, che Jay Garrick riconosceva a vista.

### Post-Crisi
Figlio di un aristocratico inglese, Isaac Bowin aveva un grande talento musicale e l'irrefrenabile impulso di viaggiare. Terminando il denaro, si affidò al furto e alla rapina per mangiare, cosa che però lo fece arrestare in India, dove lo portarono in prigione. Qui incontrò un fachiro, come accadde alla sua versione pre-Crisi.
Ritornato in America con una nuova identità, quella del Violinista, Bowin fece la sua prima fermata a Keystone City. La differenza tra questa storia e quella originale era che in questo caso, sapeva che il Maestro Bowin era il suo gemello, e desiderava rovinargli il nome. Continuò a sfidare Jay Garrick negli anni a venire, infine alleandosi con il Pensatore e con l'Ombra per rimuovere Keystone dalla vista e dai ricordi. Involontariamente, Barry Allen attraversò la barriera vibrazionale che il Violinista creò nella versione post-Crisi della prima squadra Allen/Garrick di Grant Morrison in "Flash of Two Cities", in Secret Origins n. 50 (agosto 1990). Come nella storia originale, i due Flash sconfissero i criminali insieme.
Durante la miniserie del 1986 Legends, la popolazione americana fu messa contro gli eroi, e la legge impose che nessuno poteva operare legalmente con un costume addosso.
Per il Violinista fu il periodo di allearsi con il suo vecchio collega, il Mago nella sua nuova Società dell'Ingiustizia, ora soprannominata Injustice Unlimited. Riuscirono a sbarazzarsi della sicurezza dell'International Trade Conference in Calgary, Canada, chiamata Infinity, Inc. ed un contingente dei Guardiani del Globo. Costrinsero gli eroi ad aiutarli in qualche scontro. Il Violinista portò Obsidian e Fire a Londra e, con il loro aiuto, rubò un violino Stradivari di altissimo valore. Quindi ritornarono a Calgary per condividere le ricchezze raccolte anche dal Mago, ma il piano fu mandato all'aria quando Hourman riuscì a ricomparire e a liberarsi, così come quando Solomon Grundy fu portato in città dal Circolo Polare Artico. Fu Hourman che impedì al Violinista di distruggere lo Stradivari, e dopo la confusione fu preso in custodia dalle autorità Canadesi (Infinity, Inc. n. da 35 a 37, 1987).
Nella serie Hawkworld di John Ostrander, si scoprì che il fachiro che insegnò a Bowin le sue abilità ipnotiche non era altri che un demone. Nella storia, il Violinista morì, ma da lì ricomparve. Lo stesso demone si trasformò in un chitarrista metallaro nella versione del Violinista degli anni novanta soprannominato Trasher. Trasher fu sconfitto da Hawkman, e da lì in poi non ricomparve. Non è chiaro se questa versione delle origini del Violinista facciano ancora parte della continuità corrente.
Un Iowa Bowin, affermando di essere il nipote del Violinista, comparve in Flash 80-Page Giant n. 2, in una storia ambientata nel futuro. Sebbene la versione del chitarrista dei poteri del suo bisnonno inizialmente confusero un po' i lettori, Iowa voleva diventare un eroe, lavorando al fianco di Kid Flash (Iris West II).

### Morte
Nel primo numero della miniserie Villains United di Crisi infinita, il Violinista si unì ai Segreti Sei. Deluso dal modo di agire del Violinista di fronte agli agenti della H.I.V.E. durante la loro prima missione, Mockingbird lo ritenne "incompetente" e ordinò che venisse ucciso. Deadshot eseguì la condanna, e il Violinista fu rimpiazzato da Catman. Il violino del Violinista fu poi trovato in possesso di Virtuoso, una donna alleata della Società Segreta. Successivamente però, un uomo somigliante al Violinista fece un cameo in Green Arrow/Black Canary, dove venne mostrata una stanza in disordine a causa del combattimento tra lui, Freccia Verde, Black Canary ed un malvivente all'esterno.
Il Violinista fu identificato come uno dei tanti deceduti seppelliti sotto la Sala della Giustizia. Fu uno dei tanti super criminali resuscitati per diventare membri del Corpo delle Lanterne Nere. Fu presentato come Lanterna Nera durante una breve storia narrata in un flashback che prese posto tra il numero auto conclusivo del rinnovamento della Suicide Squad, e nei due numeri seguenti dei Segreti Sei. Il Violinista fu poi definitivamente distrutto.

## Poteri e abilità
Il Violinista possiede delle abilità magiche che egli incanala attraverso il suo violino. Le vibrazioni musicali che crea possono distruggere la materia solida, creare campi di forza e ipnotizzare le altre persone a causa del grande ammontare dei sub-livelli bassi.
Utilizza dei violini truccati, con all'interno lame o pistole.

## Altre versioni
- Il Violinista comparve nel fumetto Justice League Unlimited n. 8, basato sulla serie omonima.

## In altri media

### Televisione
- Nell'episodio in due parti dai titoli Colleghi paralleli e La realtà dell'illusione, Music Master è basato sul Violinista.
- Il Violinista comparve nell'episodio Flash, l'eroe della serie animata Justice League Unlimited. Ebbe un ruolo senza battute come frequentatore del bar dove si incontrano i nemici di Flash.